# Роица (река)
Роица — река в России, протекает в Шекснинском районах Вологодской области. Устье реки находится в 12 км по правому берегу реки Угла. Длина реки составляет 25 км.
Исток реки находится вблизи урочища Горлово, на склоне холма с отметкой высоты 225,3 м на территории Вологодского района в 6 км к северо-востоку от посёлка Чёбсара на границе с Вологодским районом. Река течёт в верховьях на запад по ненаселённой лесной местности, минуя урочища Малышино, Вилы, Заречье. Повернув на юго-запад, протекает мимо деревень Панькино, Герасимово (правый берег); Коротково, Чурилово (левый берег). Ниже пересекает железную дорогу Вологда-Череповец, далее следуют деревня Жайно и мост автодороги А-114 Вологда-Новая Ладога.
Устье реки находится в 12 км по правому берегу реки Угла у одноимённой деревни Роица.

## Данные водного реестра
По данным государственного водного реестра России относится к Верхневолжскому бассейновому округу, водохозяйственный участок реки — Рыбинское водохранилище до Рыбинского гидроузла и впадающие в него реки, без рек Молога, Суда и Шексна от истока до Шекснинского гидроузла, речной подбассейн реки — Реки бассейна Рыбинского водохранилища. Речной бассейн реки — (Верхняя) Волга до Куйбышевского водохранилища (без бассейна Оки).
По данным геоинформационной системы водохозяйственного районирования территории РФ, подготовленной Федеральным агентством водных ресурсов:
- Код водного объекта в государственном водном реестре — 08010200412110000009519
- Код по гидрологической изученности (ГИ) — 110000951
- Код бассейна — 08.01.02.004
- Номер тома по ГИ — 10
- Выпуск по ГИ — 0